# Birgit Van Mol
Birgit Van Mol (Turnhout, 12 maart 1968) is een Vlaamse presentatrice en voormalig nieuwslezeres.

## Biografie
Ze studeerde logopedie en ging daarna werken bij de VRT. Ze presenteerde er programma's zoals Personal Upgrade, Look en Herexamen.
Tussendoor werkte ze ook voor Radio 2 en Radio Donna. Ze werd de bekende stem van de Geloof, hoop en liefdeshow.
In 1997 maakte Van Mol de overstap naar VTM, waar zij van 2 maart 1998 tot en met 9 april 2021 actief was als nieuwslezeres bij VTM Nieuws. Van 2009 tot 2011 was ze presentatrice van het realityprogramma Hart Voor Mekaar. Van eind 2013 tot midden 2015 presenteerde ze het magazine Royalty. Van Mol presenteert Telefacts Zomer en Telefacts, eerst tijdelijk in 2017 en 2018, sinds 2019 vast. Ze begeleidt ook beginnelingen in de media. Van Mol werkte in 2022 mee aan de populaire podcast De Kroongetuigen, een bewerking van de televisiedocumentaires De Kroongetuigen over misdadigers.
Sinds 2010 is Birgit Van Mol bestuurslid van de Vlaamse Televisie Academie. Als ambassadrice van Rode Neuzen Dag zet zij zich in voor mentaal welzijn bij jongeren.

## Persoonlijk
Birgit Van Mol is gehuwd met René Brouwer. Ze hebben een zoon. Het gezin woont in Humbeek, een deelgemeente van Grimbergen.

## Gepresenteerde televisieprogramma's
- Personal Upgrade (TV1)
- Look (TV1)
- Herexamen (TV1)
- VTM Nieuws (VTM - 1998-2021)
- De Gouden Schoen (VTM - 1999-2020)
- De Laatste Ronde (VTM - 1999)
- De Nationale IQ Test (VTM - 2007)
- De Grote Volksquiz (VTM - 2008)
- Hart Voor Mekaar (VTM - 2009-2011)
- Royalty (VTM - 2013-2015)
- VTM Nieuws: Jaaroverzicht (VTM - 2013)
- Telefacts (VTM - sinds 2017)

Laatste (per 2 januari 2009):
Joyce Beullens · Tom De Cock · Sebastian Decrop · Evy Gruyaert · Johan Henneman · Mark Heyninck · Anneleen Liégeois · Kris Luyten · Caren Meynen · Dave Peters · Marc Pinte · Thibaut Renard · Ann Reymen · Ben Roelants · Benjamien Schollaert · Elias Smekens · Stijn Smets · Lotte Stevens · Ann Van Elsen · Brecht Vanmeirhaeghe · Sofie Van Moll · David Van Ooteghem
Geschiedenis (1992–2009):
Jan Bosman · Ben Crabbé · Dominique Crommen · Erwin Deckers · Steve De Coninck-De Boeck · Kevin De Geest · Leen Demaré · Bart De Prez · Margot Derycke · Marc Deschuyter · Els Ermens · Michel Follet · Anne Gies · Jeroen Gorus · Walter Grootaers · Kristof Hayen · Geert Hoste · Mark Lefever · Kristien Maes · Kris Mannaerts · Luc Mertens · Johan Notenbaert · Sven Ornelis · Jaak Pijpen · Alexandra Potvin · Katja Retsin · Fien Sabbe · Bart Saerens · Mieke Scheldeman · Cara Van der Auwera · Iris Van Impe · Birgit Van Mol · Rob Vanoudenhoven · Evert Venema · Sofie Verbruggen · Ronald Verhaegen · Peter Verhulst · Jean Vijdt · Robin Vissenaekens · Albrecht Wauters · Niels William · Yasmine